# Herbert Goehle
Herbert Goehle (* 4. März 1878 in Krehlau, Schlesien; † 12. März 1947 in Hof (Saale)) war ein deutscher Marineoffizier und zuletzt Konteradmiral der deutschen Kriegsmarine.

## Leben
Herbert Goehle trat im April 1897 als Kadett in die Kaiserliche Marine ein und erhielt seine Ausbildung u. a. auf den Schulschiffen Charlotte und Nixe. Nach seiner Beförderung zum Leutnant zur See war er von 1900 bis 1902 u. a. auf dem Linienschiff Kaiser Friedrich III. eingesetzt. Danach wurde er zum 1. Torpedo-Geschwader versetzt, wo er auch als Wachoffizier auf dem Großen Torpedoboot G 108 Dienst tat. Von 1904 bis 1906 war im Stab des Ostasiengeschwaders (Tsingtau) eingesetzt. Anschließend war beim 1. Torpedogeschwader Kommandant des Torpedoboots S 124 bzw. ab 1909 G 113 im Range eines Kapitänleutnants. 1911 wurde er Chef der zur 1. Torpedodivision gehörenden 2. Torpedoboot-Reserve-Flottille und am 22. März 1914 zum Korvettenkapitän befördert. Im Ersten Weltkrieg wurde Goehle im März 1915 Chef der IX. Torpedoboot-Flottille und nahm an der Seeschlacht im Skagerrak teil. Ab Dezember 1917 Admiralstabsoffizier beim 1. Führer der Torpedobootwaffe. Ab Juli 1918 folgten wiederum Verwendungen als Chef der XII. bzw. VII. Torpedoboot-Flottille, ehe er im März 1919 zur Verwendung beim Chef der Marinestation Nordsee, später Marinestation Ostsee, beordert wurde. Am 22. Juni 1919 wurde er 41-jährig im Charakter eines Fregattenkapitäns aufgrund der Bestimmungen des Versailler Vertrags über die Marine in den Ruhestand versetzt. Bis Mitte Februar 1918 war er u. a. mit dem Roten Adlerorden 4. Klasse, dem Kronen-Orden 4. Klasse, dem Eisernen Kreuz I. Klasse und dem Ritterkreuz des Hausorden von Hohenzollern mit Schwertern.
Von 1925 bis 1928 war er Marine-Zivilangestellter im Marinekommando, anschließend dort Gruppenleiter Statistik. Zum 1. Oktober 1933 wurde er als Territorialoffizier im Range eines Kapitän zur See reaktiviert und Chef der Wirtschaftsabteilung im Marinekommando bzw. OKM. Mit 31. Mai 1936 wurde er 58-jährig im Charakter eines Konteradmirals pensioniert.
Während des Zweiten Weltkrieges wurde er im Juli 1941 erneut zur Kriegsmarine beordert, um zunächst zur Information und als Chef des Oberwerftstabes Ostland eingesetzt zu werden. Anschließend war er von Dezember 1941 bis November 1943 Oberwerftdirektor der Marinewerft La Pallice bei La Rochelle im besetzten Frankreich. Von November 1943 bis Februar 1944 war er zur Verfügung des Marineoberkommandos Nord gesetzt, ehe er mit 66 Jahren am 29. Februar 1944 in den Ruhestand ging. Am 1. Juli 1942 war er Konteradmiral z. V. geworden.